# Supelegor
Supelegor es una cueva situada en el término municipal de Orozco, en la provincia española de Vizcaya.

## Toponimia
La cueva puede aparecer referida con las grafías «Supelegor» y «Sopelegor».

## Descripción

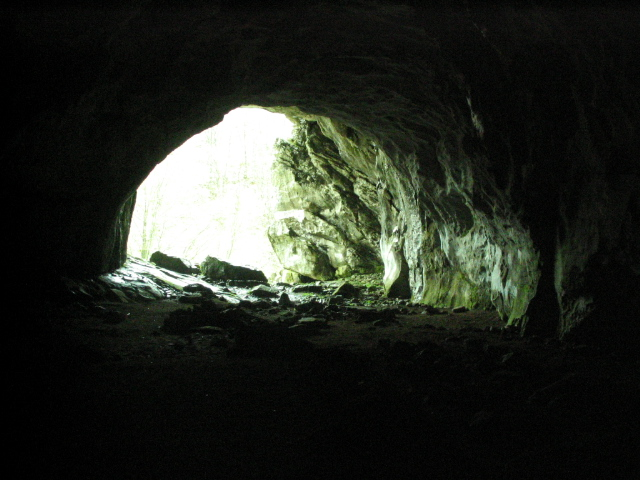
Vista de la cueva

La cavidad se encuentra en el término municipal de Orozco, perteneciente a la provincia de Vizcaya, en la comunidad autónoma del País Vasco. Forma parte del macizo de Ichina y está encuadrada dentro del parque natural del Gorbea. Aparece descrita en el decimocuarto volumen del Diccionario geográfico-estadístico-histórico de España y sus posesiones de Ultramar de Pascual Madoz con las siguientes palabras:

SOPELEGOR: cueva de Vizcaya, part. jud. de Durango, térm. de Orozco: está en el monte de Ichina; tiene en la entrada 2 pies de ancho, 18 de alto y unos 60 pasos caminando de frente, y mas de 50 volviendo por el costado izq., en cuyo sitio se ven varias piezas que forman una especie de alcobas, sin mas luz que la que les da una pequeña claraboya natural, la cual cae sobre una charquilla de agua cristalina, que atraviesa el hueco, sin que nadie sepa su orígen ni el punto donde desagua despues que se oculta entre las peñas, aunque algunos opinan, por el rumbo que lleva, que es la que aparece en Aldave, y forma el r. de Arnauri.
(Madoz, 1849, p. 445)